# Kunstareal München
A Kunstareal München a bajor főváros múzeumi negyede a Maxvorstadt városrészben. A müncheni múzeumok nagy részét magába foglaló múzeumi negyed történelmileg hosszabb idő alatt alakult ki; a Kunstareal elnevezést csak a Pinakothek der Moderne modern képzőművészeti múzeum megnyitása után, a 2000-es évek elejétől kapta. Az Alte és a Neue Pinakothek alkotják a terület súlypontját. Körülöttük, és az itteni Königsplatz körül összesen 16 múzeum és kiállítás, 40 galéria és hat főiskola található.

## Múzeumok
- Alte Pinakothek (európai festészet a 13. századtól a 18. századig)
- Neue Pinakothek (európai festészet a 18. század és a 19. században)
- Pinakothek der Moderne (a 20. és 21. század nemzetközi festészete, formatervezés, grafika, építészet)
- Türkentor (művészeti kiállítóhely)
- Museum Brandhorst (modern festészeti magángyűjtemény)
- Glyptothek München (ógörög, római és etruszk szobrászat)
- Staatliche Antikensammlungen (ógörög, római és etruszk vázák, aranyművesség, kisplasztika)
- Städtische Galerie im Lenbachhaus (régi müncheni festészet, a 20. és a 21. század nemzetközi festészete és szobrászata)
- Staatliche Graphische Sammlung München (nemzetközi grafikai gyűjtemény a reneszánsztól a modern korig)
- Museum für Abgüsse Klassischer Bildwerke (antik szobrok gipszmásolatai)
- Staatliches Museum Ägyptischer Kunst (óegyiptomi gyűjtemény)
- NS-Dokumentationszentrum (München) (a náci korszak dokumentumgyűjteménye)
- Müncheni Geológiai Múzeum
- Müncheni Palaeontológiai Múzeum

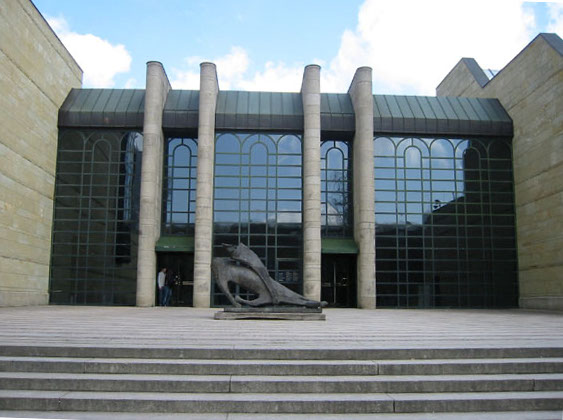
Neue Pinakothek
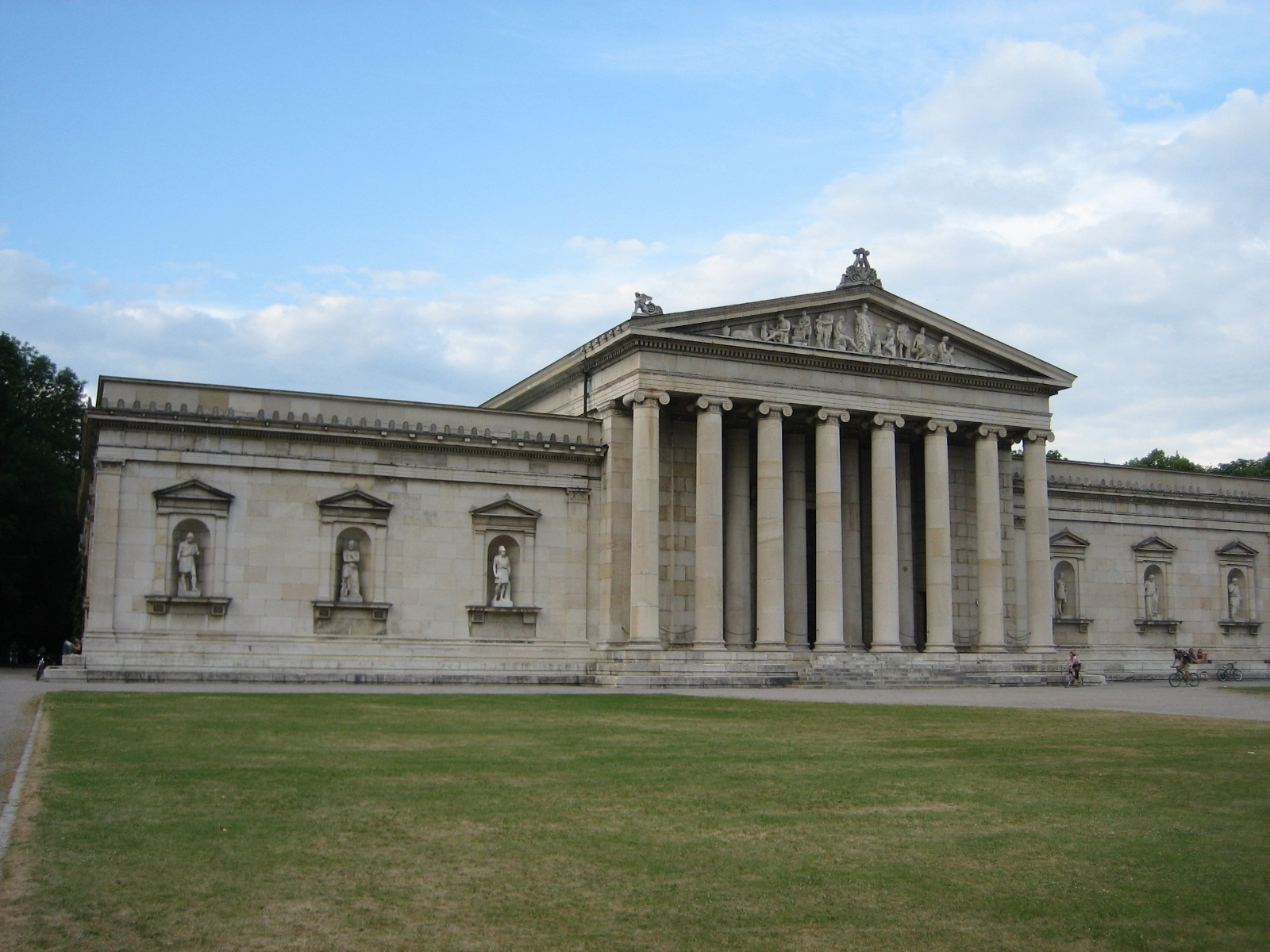
Glyptothek
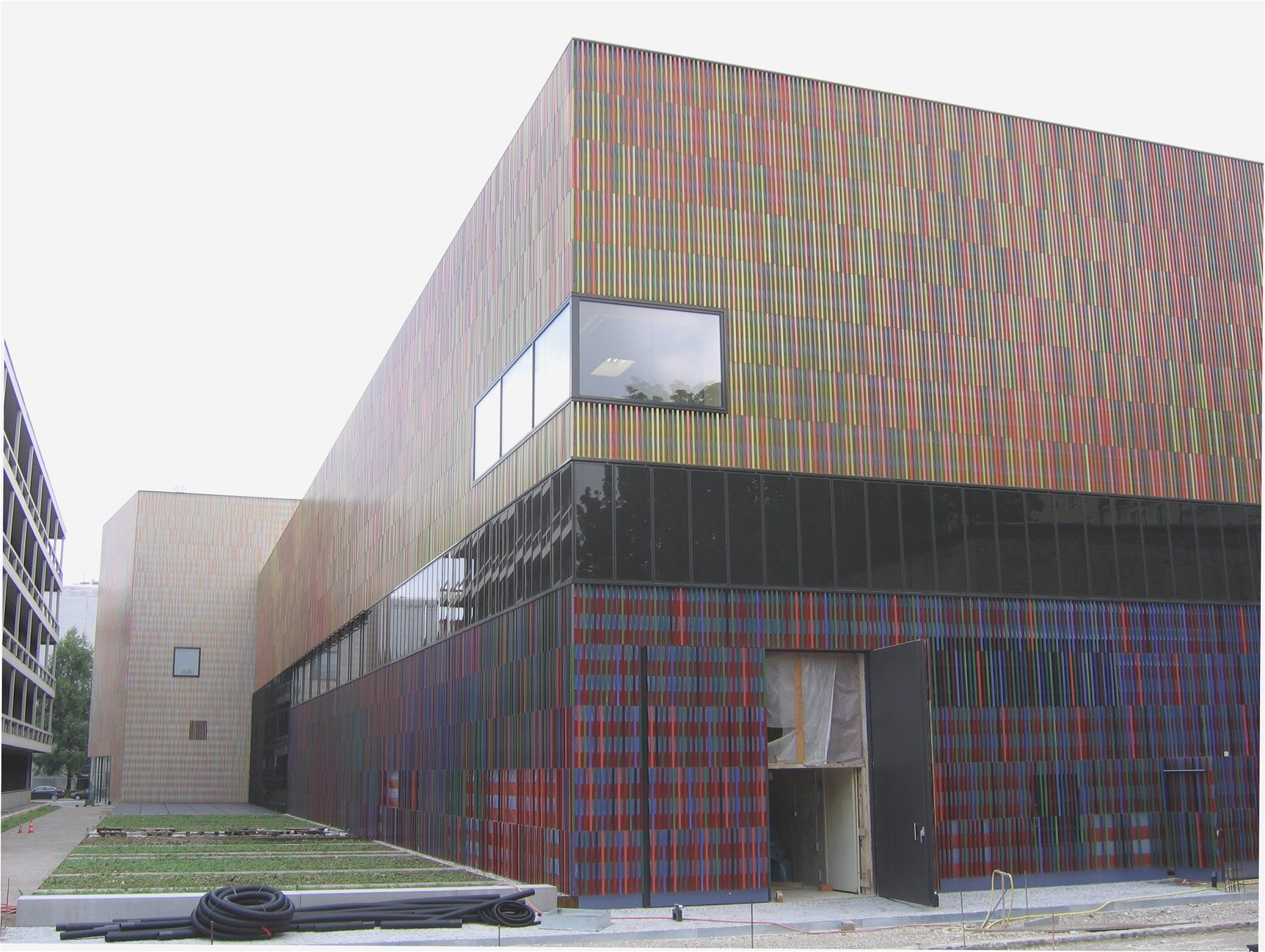
Museum Brandhorst
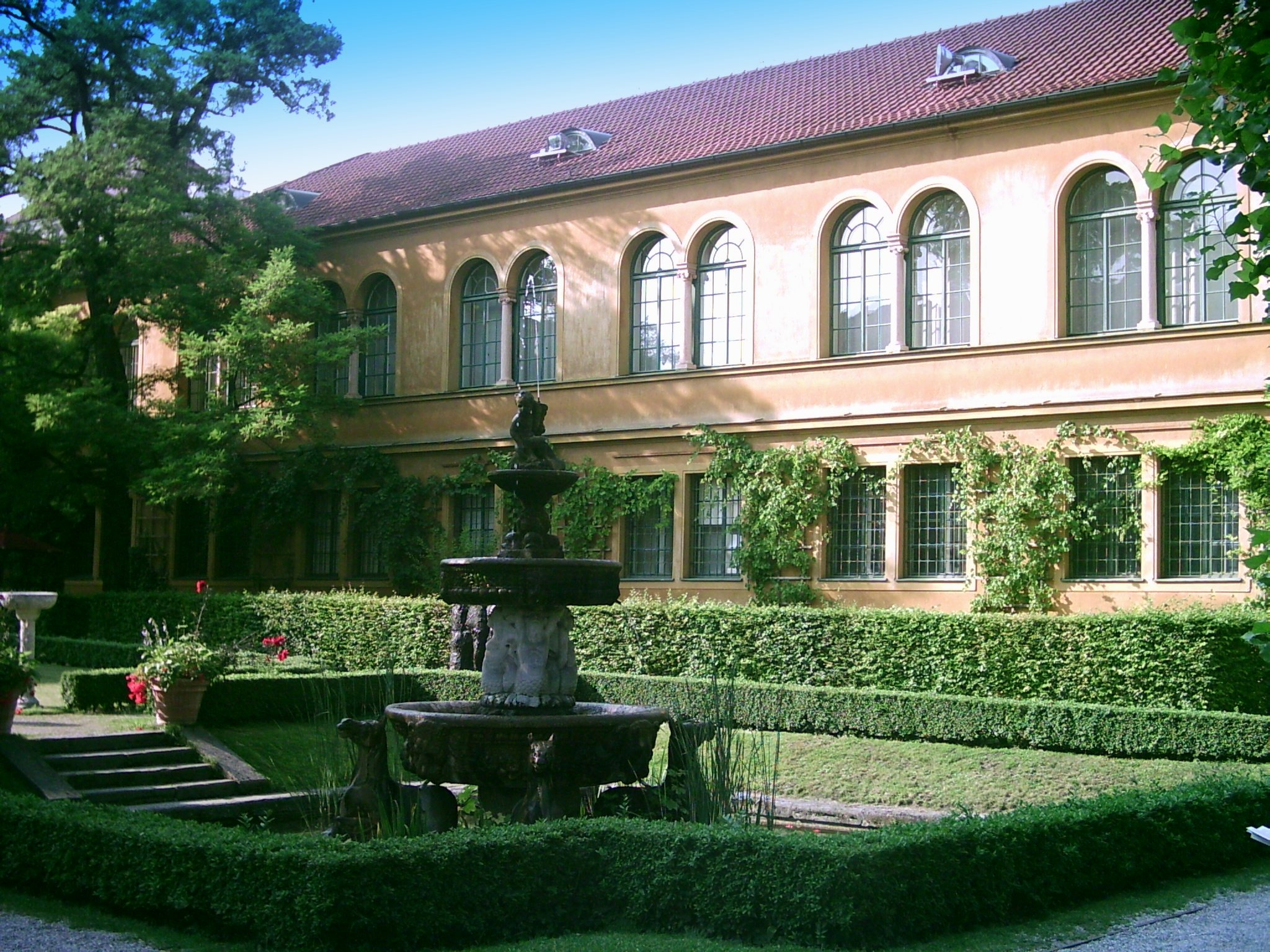
Lenbachhaus
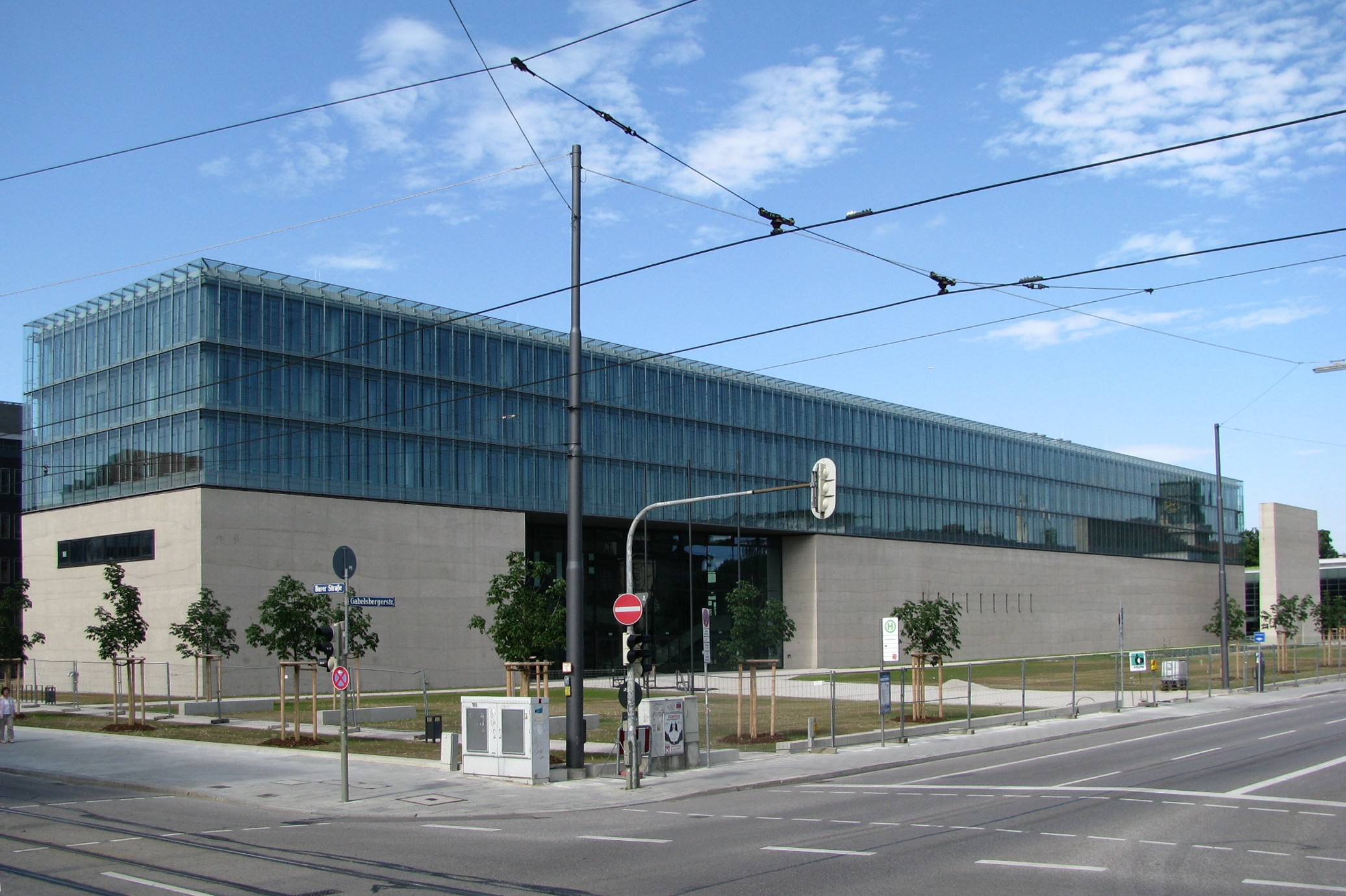
Staatliches Museum Ägyptischer Kunst

## Fordítás
- Ez a szócikk részben vagy egészben a Kunstareal München című német Wikipédia-szócikk ezen változatának fordításán alapul.  Az eredeti cikk szerkesztőit annak laptörténete sorolja fel. Ez a jelzés csupán a megfogalmazás eredetét és a szerzői jogokat jelzi, nem szolgál a cikkben szereplő információk forrásmegjelöléseként.